# کلافر ام هوخفیشت
کلافر ام هوخفیشت (به آلمانی: Klaffer am Hochficht) یک منطقهٔ مسکونی در اتریش است که در ناحیه رورباخ واقع شده‌است. کلافر ام هوخفیشت ۲۸ کیلومتر مربع مساحت دارد ۶۳۸ متر بالاتر از سطح دریا واقع شده‌است.